# 艾米莉·露華

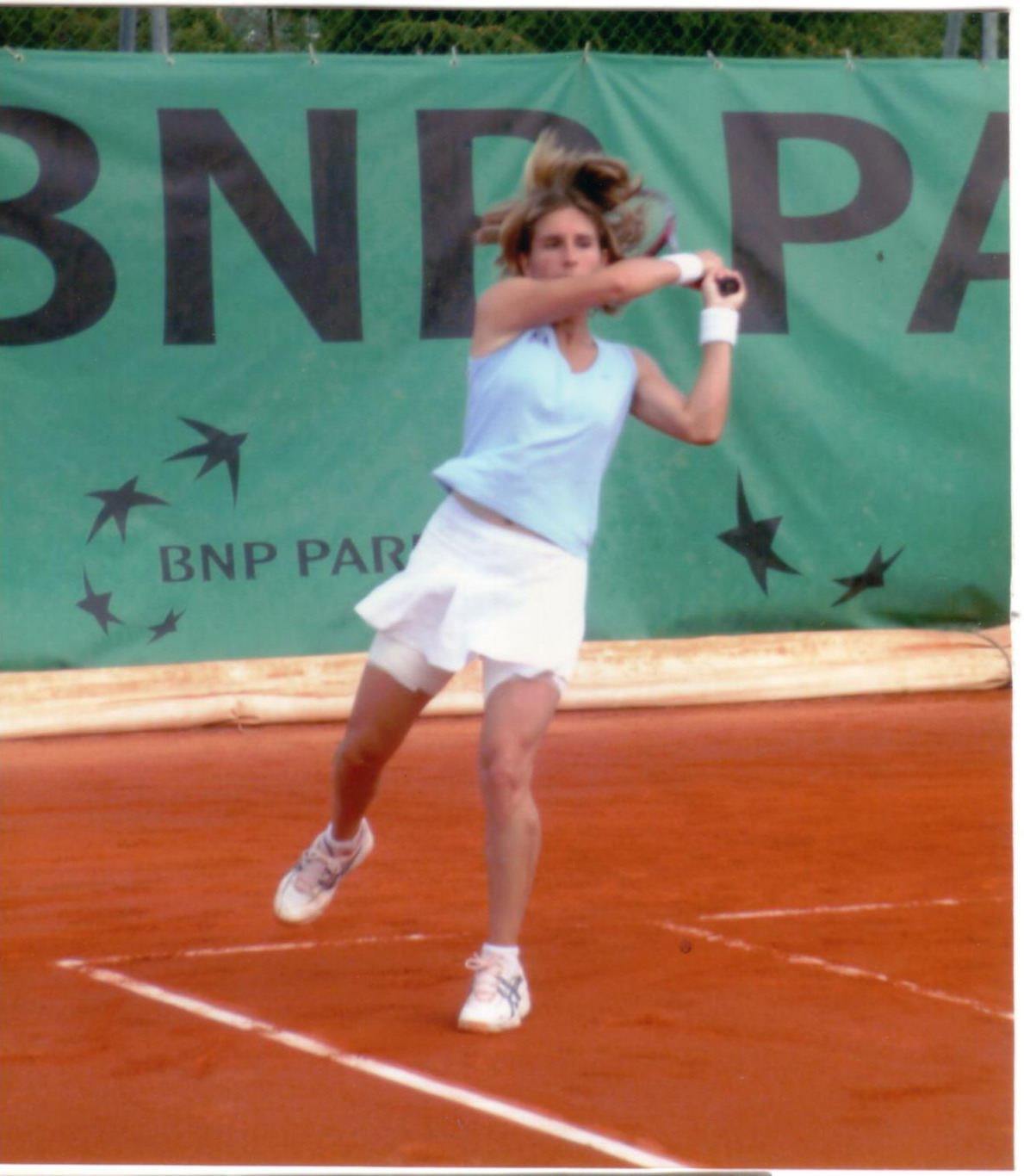
艾米莉·露華

露華（法語：Émilie Loit，1979年6月9日—），女子職業網球運動員，在法國瑟堡-奧克特維爾出生，WTA最高單打排名是第27位。  

## 生平
露華在2003年的澳洲公開賽女子單打第一輪與莎蓮娜·威廉絲苦戰中落敗，但此戰亦令她開始成名；翌年（2004年）她取得兩個單打冠軍，同時她和瑪麗昂·巴托莉在雙打方面亦取得優異成績。不過她們的生涯隨著在同年的協會盃決賽（法國對俄羅斯）的最後一場雙打輸給對手，導致法國衛冕失敗和領隊居伊·福尔热（Guy Forget）辭職；最後被繼任領隊喬治·戈旺（Georges Goven）禁止參加翌年（2005年）的同一個賽事。

## 外部連結
- 艾米莉·露華的国际女子网球协会官方資料（英文）
- 艾米莉·露華的國際網球總會 職業／青少年 官方資料（英文）
- Fed Cup - Player profile - Emilie LOIT (FRA) （页面存档备份，存于）